# 赫魯德 (波蘭)
52°6′N 23°7′E / 52.100°N 23.117°E

前東正教教堂，現為羅馬天主教堂

赫魯德（波蘭語：至1989年舊名波蘭語：）是波蘭東部盧布林省的村落，由比亞瓦-波德拉斯卡縣的比亞瓦-波德拉斯卡市鎮所轄，距離比亞瓦-波德拉斯卡約8公里，距離華沙約170公里。